# Чемпионат Уругвая по футболу 1951
Примера А Уругвая по футболу 1951 года — очередной сезон лиги. Турнир проводился по двухкруговой системе в 18 туров. Все клубы из Монтевидео. Клуб, занявший последнее место, выбыл из лиги.

## Таблица
| №  | Клуб                 | И  | В  | Н | П  | Заб | Проп | Очки |
| 1  | Пеньяроль            | 18 | 13 | 3 | 2  | 50  | 14   | 29   |
| 2  | Насьональ            | 18 | 12 | 3 | 3  | 50  | 21   | 27   |
| 3  | Рампла Хуниорс       | 18 | 8  | 6 | 4  | 40  | 28   | 22   |
| 4  | Сентраль             | 18 | 6  | 6 | 6  | 23  | 29   | 18   |
| 5  | Серро                | 18 | 7  | 3 | 8  | 26  | 38   | 17   |
| 6  | Данубио              | 18 | 6  | 4 | 8  | 30  | 36   | 16   |
| 7  | КА Ривер Плейт       | 18 | 6  | 4 | 8  | 31  | 41   | 16   |
| 8  | Дефенсор             | 18 | 4  | 4 | 10 | 25  | 36   | 12   |
| 9  | Ливерпуль            | 18 | 3  | 6 | 9  | 20  | 37   | 12   |
| 10 | Монтевидео Уондерерс | 18 | 4  | 3 | 11 | 24  | 39   | 11   |

## Матчи

### Тур 1
| Пеньяроль — Ливерпуль 2:0  |
| Насьональ — Сентраль 1:1   |
| Ривер Плейт — Дефенсор 4:1 |
| Данубио — Уондерерс 2:1    |
| Рампла Хуниорс — Серро 3:1 |

### Тур 2
| Насьональ — Уондерерс 5:1      |
| Ривер Плейт — Серро 2:1        |
| Пеньяроль — Данубио 1:1        |
| Рампла Хуниорс — Ливерпуль 1:1 |
| Сентраль — Дефенсор 3:2        |

### Тур 3
| Пеньяроль — Серро 6:2          |
| Насьональ — Рампла Хуниорс 5:1 |
| Сентраль — Ливерпуль 1:1       |
| Ривер Плейт — Уондерерс 2:1    |
| Данубио — Дефенсор 4:0         |

### Тур 4
| Насьональ — Ривер Плейт 5:3   |
| Сентраль — Рампла Хуниорс 1:1 |
| Уондерерс — Ливерпуль 1:0     |
| Пеньяроль — Дефенсор 3:0      |
| Серро — Данубио 4:2           |

### Тур 5
| Пеньяроль — Рампла Хуниорс 3:1 |
| Ливерпуль — Ривер Плейт 3:2    |
| Сентраль — Данубио 3:1         |
| Насьональ — Серро 3:0          |
| Дефенсор — Уондерерс 2:1       |

### Тур 6
| Насьональ — Дефенсор 4:2     |
| Уондерерс — Сентраль 1:1     |
| Пеньяроль — Ривер Плейт 2:1  |
| Серро — Ливерпуль 2:1        |
| Данубио — Рампла Хуниорс 2:1 |

### Тур 7
| Пеньяроль — Сентраль 3:1       |
| Насьональ — Ливерпуль 1:1      |
| Дефенсор — Серро 2:0           |
| Рампла Хуниорс — Уондерерс 3:0 |
| Ривер Плейт — Данубио 4:2      |

### Тур 8
| Сентраль — Ривер Плейт 0:0    |
| Пеньяроль — Насьональ 1:1     |
| Дефенсор — Рампла Хуниорс 2:2 |
| Данубио — Ливерпуль 5:0       |
| Серро — Уондерерс 1:1         |

### Тур 9
| Насьональ — Данубио 4:0          |
| Пеньяроль — Уондерерс 3:0        |
| Дефенсор — Ливерпуль 3:2         |
| Сентраль — Серро 2:0             |
| Рампла Хуниорс — Ривер Плейт 8:1 |

### Тур 10
| Пеньяроль — Ливерпуль 5:0  |
| Сентраль — Насьональ 2:1   |
| Дефенсор — Ривер Плейт 4:0 |
| Уондерерс — Данубио 3:1    |
| Рампла Хуниорс — Серро 2:2 |

### Тур 11
| Насьональ — Уондерерс 1:0      |
| Серро — Ривер Плейт 2:1        |
| Данубио — Пеньяроль 2:1        |
| Рампла Хуниорс — Ливерпуль 2:1 |
| Сентраль — Дефенсор 2:2        |

### Тур 12
| Пеньяроль — Серро 6:0          |
| Рампла Хуниорс — Насьональ 3:2 |
| Сентраль — Ливерпуль 3:1       |
| Ривер Плейт — Уондерерс 3:3    |
| Данубио — Дефенсор 1:0         |

### Тур 13
| Насьональ — Ривер Плейт 4:2   |
| Рампла Хуниорс — Сентраль 3:0 |
| Ливерпуль — Уондерерс 1:0     |
| Пеньяроль — Дефенсор 0:0      |
| Серро — Данубио 3:2           |

### Тур 14
| Пеньяроль — Рампла Хуниорс 2:1 |
| Ливерпуль — Ривер Плейт 3:2    |
| Данубио — Сентраль 2:0         |
| Серро — Насьональ 1:0          |
| Уондерерс — Дефенсор 3:2       |

### Тур 15
| Насьональ — Дефенсор 1:0     |
| Уондерерс — Сентраль 4:1     |
| Ривер Плейт — Пеньяроль 2:1  |
| Серро — Ливерпуль 1:1        |
| Данубио — Рампла Хуниорс 2:2 |

### Тур 16
| Пеньяроль — Сентраль 4:0       |
| Насьональ — Ливерпуль 3:1      |
| Серро — Дефенсор 2:1           |
| Рампла Хуниорс — Уондерерс 4:3 |
| Ривер Плейт — Данубио 1:1      |

### Тур 17
| Ривер Плейт — Сентраль 1:0    |
| Пеньяроль — Насьональ 3:2     |
| Рампла Хуниорс — Дефенсор 2:0 |
| Данубио — Ливерпуль 1:1       |
| Серро — Уондерерс 3:1         |

### Тур 18
| Насьональ — Данубио 6:0          |
| Пеньяроль — Уондерерс 4:0        |
| Дефенсор — Ливерпуль 2:2         |
| Сентраль — Серро 2:1             |
| Рампла Хуниорс — Ривер Плейт 0:0 |

## Рекорды турнира
- Самая крупная победа: Рампла Хуниорс — Ривер Плейт 8:1 (9-й тур)